# Stade de l'Aube
Stade de l'Aube este un stadion cu multiple utilizări din Troyes, Franța. În prezent este folosit în principal pentru meciurile de fotbal ale echipei Troyes AC. Stadionul poate găzdui 20.400 de persoane și a fost construit în 1924.
În iunie 2013, Stade de l'Aube a devenit primul stadion care a avut un teren folosind tehnologia de gazon hibrid AirFibr, dezvoltată de compania franceză Natural Grass.